# كريستيان شنويلي
كريستيان شنويلي (بالألمانية: Christian Schneuwly) (مواليد 7 فبراير 1988) هو لاعب كرة قدم سويسري ، يجيد اللعب في مركز الجناح الأيمن ، ويلعب أيضًا كلاعب خط وسط مهاجم وجناح أيسر ، ويلعب حاليًا لنادي لوتسيرن السويسري.

## على المستوى الشخصي
يعتبر كريستيان شنويلي شقيق أصغر للاعب ماركو شنويلي وكذلك اللاعب السابق لوكاس شنويلي لاعب فريق دودينغين.

## روابط خارجية
- كريستيان شنويلي على موقع الاتحاد الأوربي (الإنجليزية)
- كريستيان شنويلي على موقع قاعدة بيانات كرة القدم.إي يو (الإنجليزية)
- كريستيان شنويلي على موقع Soccerway.com (الإنجليزية)
- كريستيان شنويلي على موقع عالم كرة القدم.نت (الإنجليزية)
- كريستيان شنويلي على موقع AS.com (الإسبانية)

- Christian Schneuwly